# كاواكي
كاواكي (بالفارسية: کواکی) هي مستوطنة تقع في قسم فاروج الريفي في إيران. يقدر عدد سكانها بـ 563 نسمة بحسب إحصاء 2016.